# Avoca (Pensilvania)
Avoca es un borough ubicado en el condado de Luzerne en el estado estadounidense de Pensilvania. En el año 2000 tenía una población de 2851 habitantes y una densidad poblacional de 1230.1 personas por km².

## Geografía
Avoca se encuentra ubicado en las coordenadas 41°20′20″N 75°44′30″O / 41.33889, -75.74167.

## Demografía
Según la Oficina del Censo en 2000 los ingresos medios por hogar en la localidad eran de $34 973 y los ingresos medios por familia eran $44 185. Los hombres tenían unos ingresos medios de $33 835 frente a los $27 448 para las mujeres. La renta per cápita para la localidad era de $17 896. Alrededor del 6.6% de la población estaba por debajo del umbral de pobreza.